# إريش نيومان (عالم نفس)
إريش نيومان (بالعبرية: אריך נוימן‏) (بالألمانية: Erich Neumann) هو عالم نفس وفيلسوف وشاعر إسرائيلي وألماني، ولد في 23 يناير 1905 في برلين في ألمانيا، وتوفي في 5 نوفمبر 1960 في تل أبيب في إسرائيل بسبب سرطان الكلية.

## المهنة
ولد نيومان في برلين لعائلة يهودية، حصل على درجة الدكتوراة في الفلسفة من جامعة إيرلانغن - نورمبرغ في عام 1927 ثم واصل دراسة الطب في جامعة برلين، حيث حصل على درجته الأولى في الطب عام 1933، وفي عام 1940 انتقل نيومان وزوجته جوليا اللذان كانا صهاينة منذ أن كانا مراهقين إلى تل أبيب. لعدة سنوات، رجع هو بانتظام إلى زورش، سويسرا لكي يعطي محاضرات في ال ( ك.غ ) في معهد جونغ. كما ألقى محاضرات متكررة في انجلترا وفرنسا وهولندا، وكان عضو في الرابطة الدولية لعلم النفس التحليلي، ورئيس الرابطة الإسرائيلية لعلماء النفس التحليليين، مارس علم النفس التحليلي في تل ابيب من عام 1934 حتى وفاته بسرطان الكلى عام 1960.

## المساهمات
ساهم نيومان في مجال علم النفس التنموي وعلم النفس من الوعي والإبداع. كان لديه نهج نظري وفلسفي للتحليل، على النقيض من القلق السريري أكثر من إنجلترا والولايات المتحدة. وكان اسهامه الأكثر قيمة في علم النفس المفهوم التجريبي له"centroversion" توليفة من خارج والانطواء. ومع ذلك، فهو معروف بنظريته عن التنمية الأنثوية، وهي نظرية صيغت في العديد من المنشورات، وأبرزها الأم العظمى. كما توضح أعماله الطريقة التي تكشف بها الأساطير عبر التاريخ عن جوانب من تطور الوعي التي هي موازية للفرد والمجتمع ككل.

## العمل
مساهماته الأكثر دواماً في الفكر جونيان هي أصول وتاريخ الوعي (1949), والأم العظمى (1955). اّخرعمل عمق علم نفس وأخلاقية جديدة، نفكر على تدمير إنسانية والطريقة العقل إنسانية يرتبط إليه خاصة ظل.
نيومن طّور أبعد من دراساته في أرك أنثوية في فنة واللاوفي ابداعية، الخوف من الأنثويّة، وأمور ونفس.
كتب نيومان أيضاً الشعر، ورواية بعنوان«البداية»أنفانغ، وفي 1932 أجرى دراسة نقدية لأعمال فرانز كافكا في وقت كان فيه كافكا لا يزال شخصية ثانوية في العالم الأدبي.

## ببلوغرافيا
- علم النفس العميق، والأخلاق الجديدة راين زوريخ 1949 .
- أصل تاريخ الحالة وعي مع مقدمة من سي جي جونغ راشر زيوخ1949 .
- العمر والنص، عام 1952 .
- محيط المركز .3عمل, 1953/54 .
- الأم العظيمة النموذج الأثري للأنثى العظيمة. راين زوريخ 1956 .
- العالم القديم ل هنري مور 1961(بوستثولموسلي) ينشر .
- الازمة والتجديد 1961 .
- الطفل بنية ودينامية الشخصية التي أصبحت 1963 بوستثوي 1980 ينشر .
- يعقوب وإيساو: النموذج الأثري للأخوة العدو، رمز اليهودية، بوستهوم 2015. ترجمة فرنسيّة من يعقوب و [إيسو]. التفكير في عزر الأخ، (ج) منشورات شيرون.

## قراءات مطوّلة
- Neumann, Erich. Depth Psychology and a New Ethic. Shambhala; Reprint edition (1990). (ردمك 0-87773-571-9).
- Ortíz-Osés, Andrés. La Diosa madre. Trotta; (1996). (ردمك 84-8164-099-9)
- Neumann, Erich. The Child. English Translation by Ralph Manheim, C.G. Jung Foundation for Analytical Psychology, Inc.; Hodder and Stoughton (1973). (ردمك 0-340-16516-2).